# Ermita de San Pedro de Tejada
La ermita de San Pedro de Tejada es una ermita románica ubicada en la población española de Puente-Arenas, en el municipio burgalés de la Merindad de Valdivielso, comunidad autónoma de Castilla y León. Se considera una de las obras de mayor importancia del arte románico en Burgos.
La ermita se encuentra sobre una loma a las afueras de la población, al pie de la Sierra de la Tesla. Su historia comienza en el siglo IX, cuando en 850 se funda el monasterio del que formaba parte. Este, ya desaparecido, pasó en el siglo XI a depender del cercano Monasterio de San Salvador de Oña.
La ermita se encuentra en una finca de propiedad privada, por lo que la visita no es libre y, en todo caso, se ha de concertar con los titulares.

## Arquitectura

### Exterior

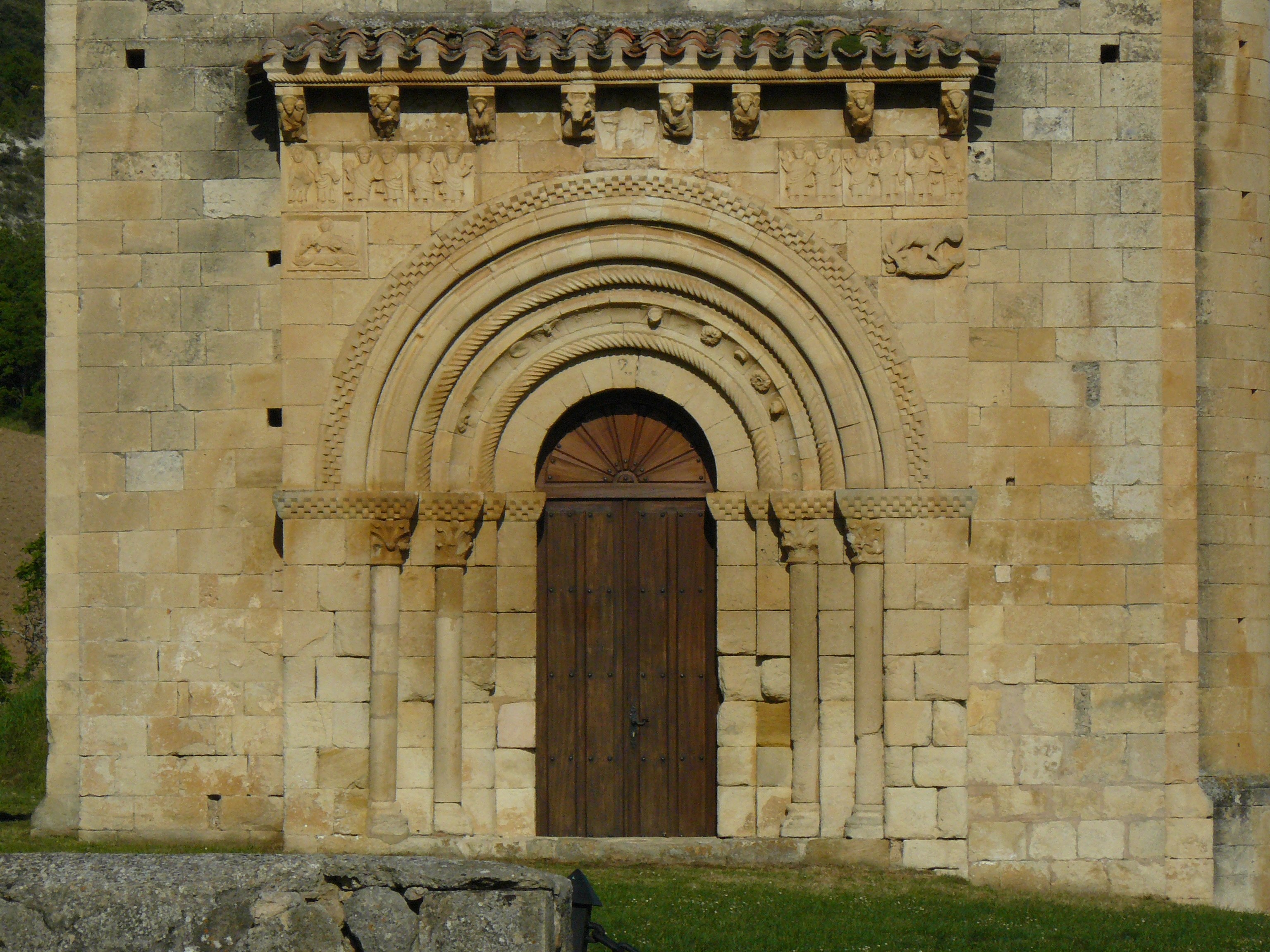
Portada occidental

La ermita tiene planta de cruz, contando con una torre en uno de los brazos de la misma. Toda ella está construida con sillería de gran calidad.
El cuerpo principal consta de una única nave dividida en dos tramos mediante un arco fajón, parte de una bóveda de cañón. La nave acaba en un ábside que consta de presbiterio y sobre el crucero se levanta una torre.
La cabecera, formada por las tradicionales secciones recta y semicircular, en sencilla. Cuenta con cinco ventanas, tres de ellas ciegas y una imposta. El alero se sustenta sobre canecillos decorados con motivos muy variados: animales, bustos, músicos, acróbatas...
La torre sobre el crucero es de planta cuadrada, cuenta con dos cuerpos y ángulos achafanados cubiertos con columnas con capiteles labrados. En el cuerpo de abajo hay arcos ciegos. En el superior una columna divide por la mitad cada muro y en cada una se halla una ventana de arco de medio punto dividida por columnas. El acceso a la torre se realiza por una torrecilla cilíndrica adosada al muro sur, hallándose la entrada en el interior del edificio.
La portada se halla en el muro occidental del edificio y está construida también de sillería de piedra rojiza de gran calidad. El hastial en el que se encuentra la portada presenta tejaroz decorado con canecillos y un estrecho ventanal polilobulado sobre el mismo. Los canecillos muestran a los evangelistas y al tetramorfos. Bajo el alero un friso muestra a Jesucristo y los apóstoles. Bajo el friso hay dos motivos más, a la derecha de la portada un león atacando a un hombre y a la izquierda la última cena. La portada es poco abocinada y está decorada con motivos diversos. El guardapolvos es ajedrezado. Los arcos se sustentan sobre 2 columnas que cuentan con capiteles decorados con motivos vegetales.

### Interior

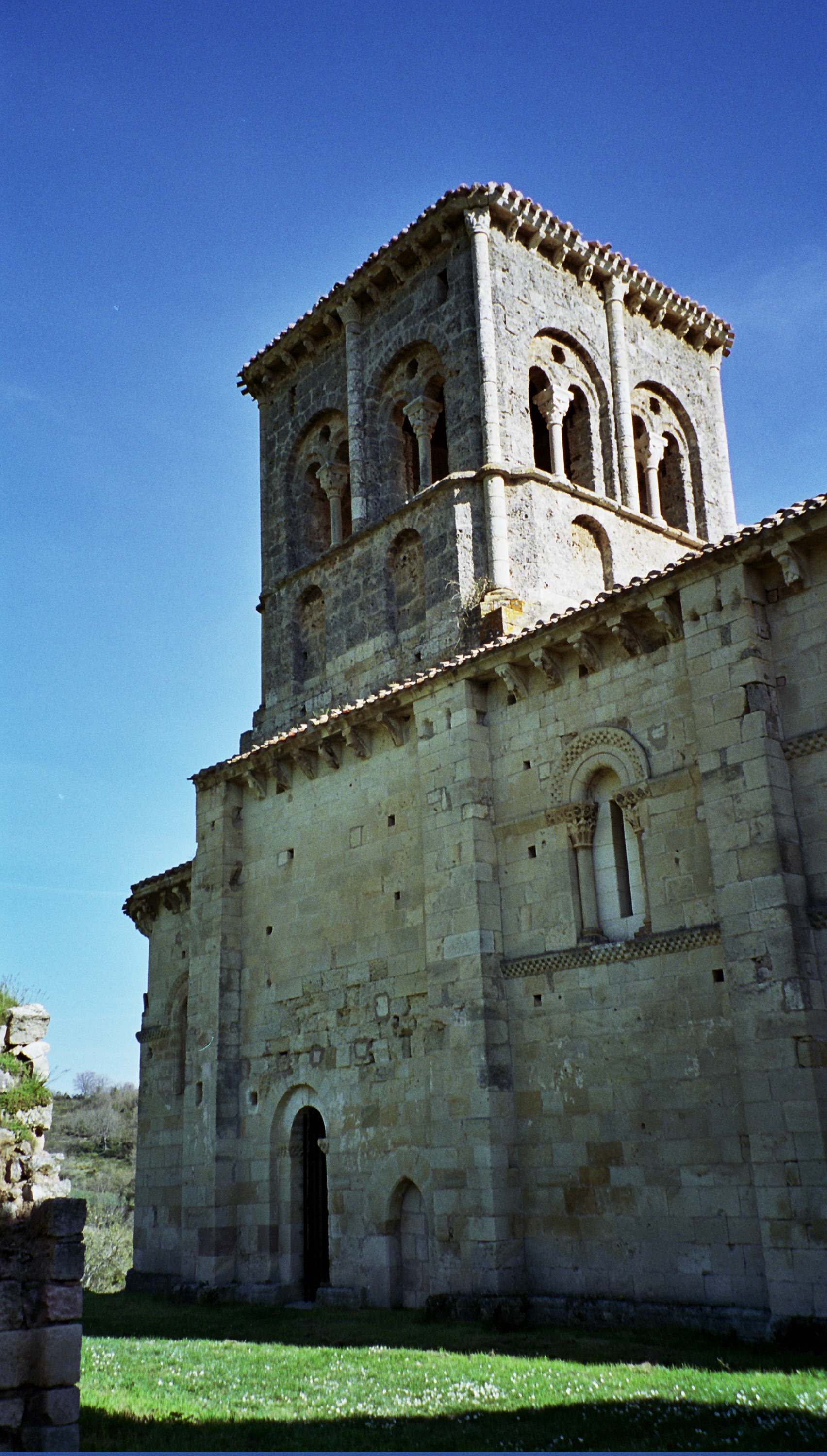
Torre de la ermita y detalle de la fachada norte

El interior del edificio da sensación de altura y esbeltez. La nave muestra la bóveda de cañón, sustentada en columnas entrega con grandes capiteles decorados. El crucero cuenta con una cúpula semiesférica, bajo la torre. Más allá se encuentra el presbiterio con bóveda de medio cañón y la capilla absidal, que muestra una arquería ciega.

## Retablo

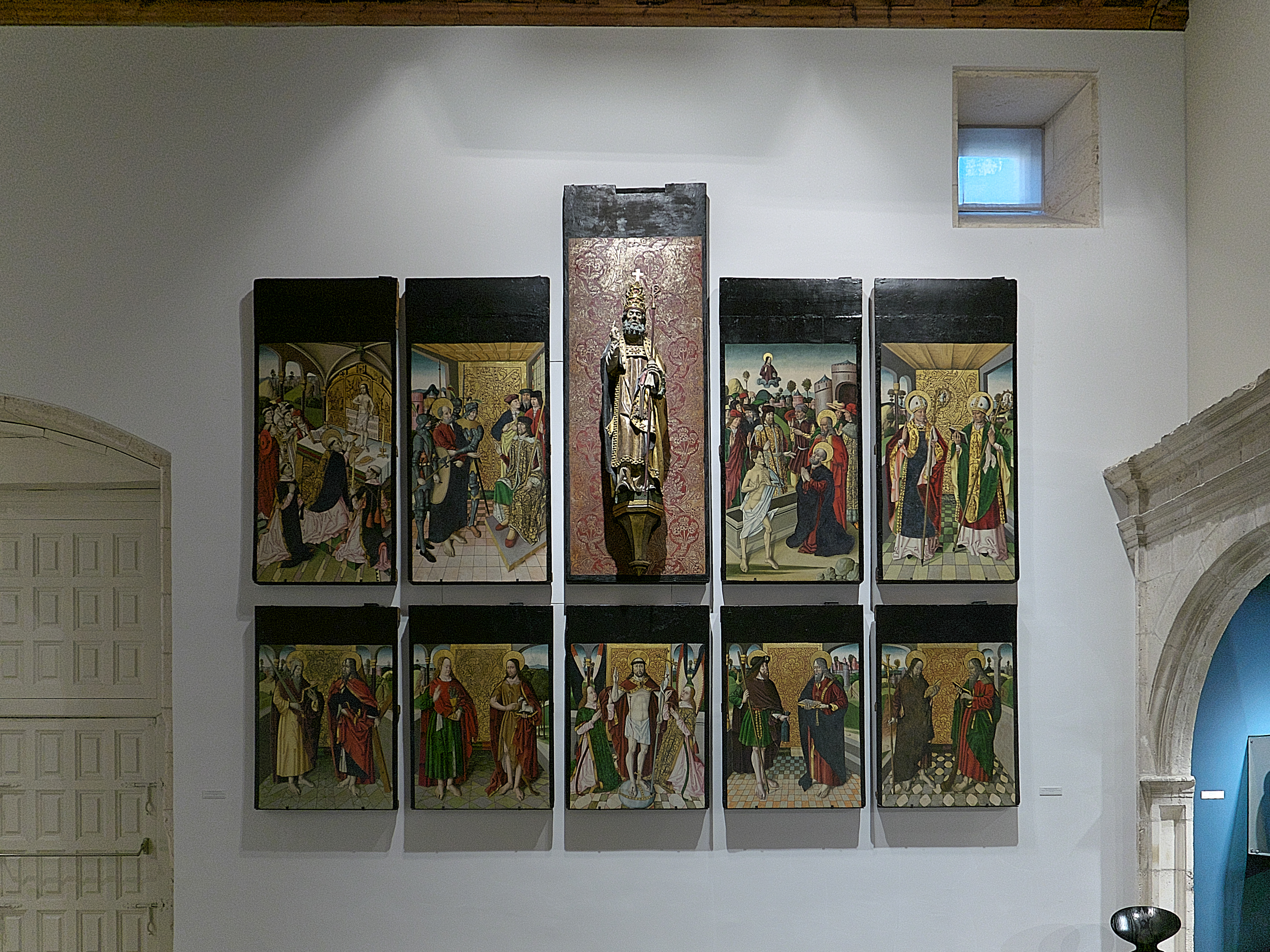
Retablo de san Pedro, procedente de San Pedro de Tejada, expuesto en el Museo de Burgos. La parte pictórica del retablo fue realizada por Fray Alonso de Zamora y su taller

El retablo principal hoy se expone en el Museo de Burgos. Está fechado hacia 1503-1506 y atribuido en su parte pictórica a Fray Alonso de Zamora (también conocido como Maestro de Oña).